# Scolia hirta
Scolia hirta (Schrank, 1781) è un imenottero vespoideo della famiglia Scoliidae.

## Descrizione
Gli adulti misurano da 12 a 25 mm di lunghezza e hanno una colorazione uniformemente nera, con una o due bande gialle sul secondo e terzo tergite addominale.
 
Le ali sono di colore grigio scuro, con riflessi blu-violacei e, come tutte le specie del genere Scolia, presentano due sole celle submarginali, una cellula discoidale e una sola vena ricorrente.
 
I maschi hanno antenne più lunghe delle femmine (composte da 13 segmenti anziché 12).

## Biologia
Sono vespe solitarie, diurne, in genere univoltine (compiono cioè una sola generazione all'anno).

### Alimentazione

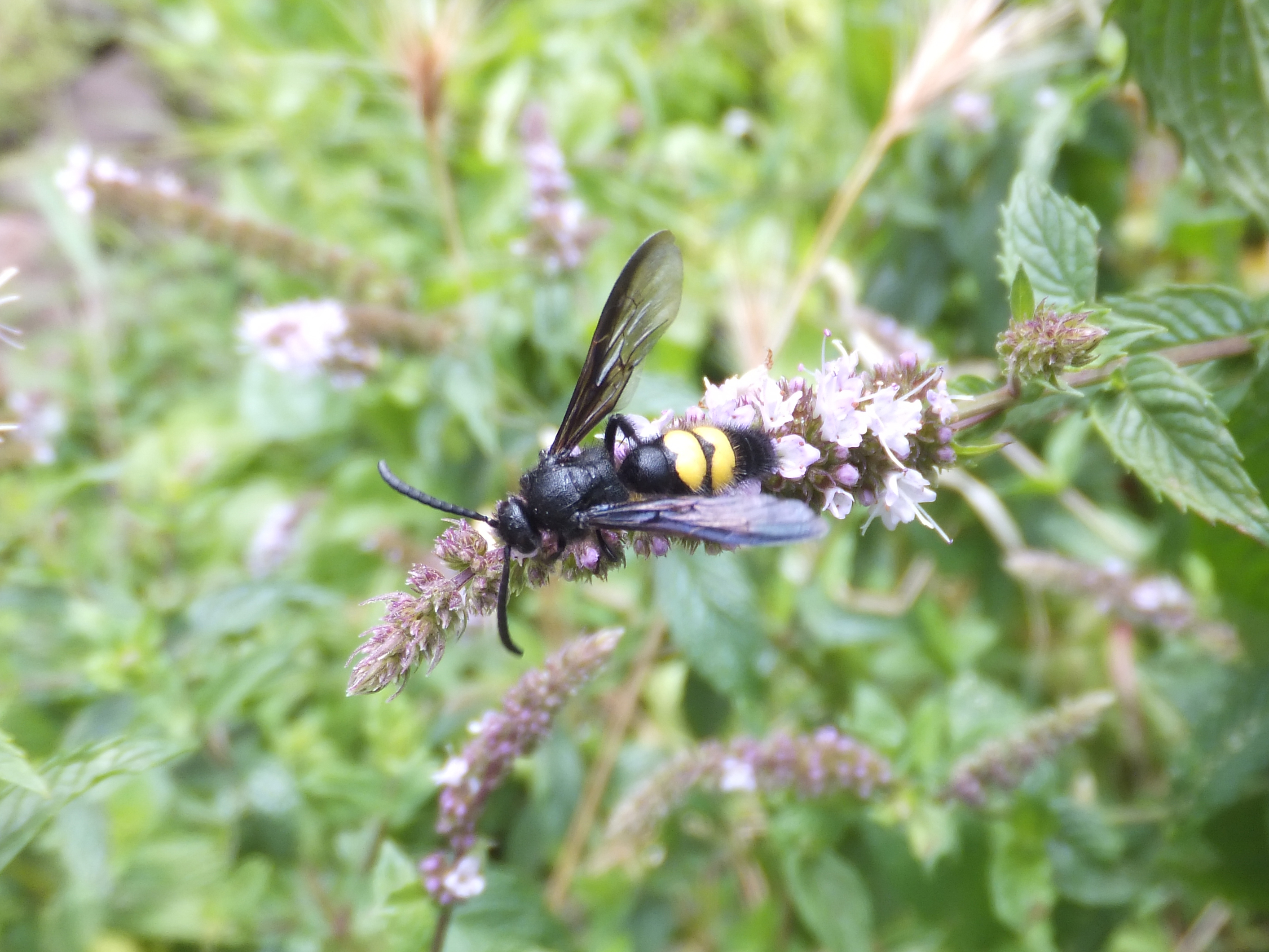
Esemplare maschio su una pianta di menta

Sono vespe floricole polilettiche, con una preferenza per i fiori che appaiono alla loro vista di colore dal ciano al blu, specialmente se riuniti in infiorescenze composite o aggregate.

Tra le famiglie più visitate vi sono le Asteraceae (Knautia arvensis, Jacobaea vulgaris, Solidago canadensis, Solidago virgaurea, Centaurea scabiosa, Echinops spp.), le Lamiaceae (Thymus serpyllum, Pycnanthemum spp.), le Crassulaceae e le Liliaceae; altre specie visitate sono Veronica spicata (Scrophulariaceae), Eryngium planum (Apiaceae), Jasione montana (Campanulaceae).

### Riproduzione
Sono parassitoidi idiobionti: le femmine depongono le proprie uova in una larva-ospite, che paralizzano con l'aiuto del loro pungiglione; dopo la puntura, la larva-ospite non è più in grado di progredire nello sviluppo e di muoversi.
Parassitano preferenzialmente le larve di coleotteri cetoniini, in particolare di Cetonia aurata, ma anche altre specie di scarabeidi. La ricerca dell'ospite occupa la maggior parte del tempo delle femmine gravide, richiedendo una quantità d'energia considerevole e comportando un'esplorazione minuziosa degli strati superficiali del terreno..

Una volta consumati i tessuti della larva-ospite, le larve si imbozzolano e trascorrono l'inverno in questo stadio.
Normalmente i maschi fuoriescono dal bozzolo prima delle femmine e attendono queste ultime alla fuoriuscita dal nido per l'accoppiamento.

## Distribuzione
È presente in gran parte del bacino del Mediterraneo, in Europa centrale, nell'ecozona paleartica orientale, in Medio Oriente e in Nord Africa.

## Tassonomia
Sono note 2 sottospecie:
- Scolia hirta subsp. hirta  (Schrank, 1781)  sottospecie nominale
- Scolia hirta subsp. unifasciata  Cyrillo, 1787, più esile e, nella forma tipica, con una sola fascia gialla sull'addome.
Segnalata in Corsica, Sicilia e Malta[9]

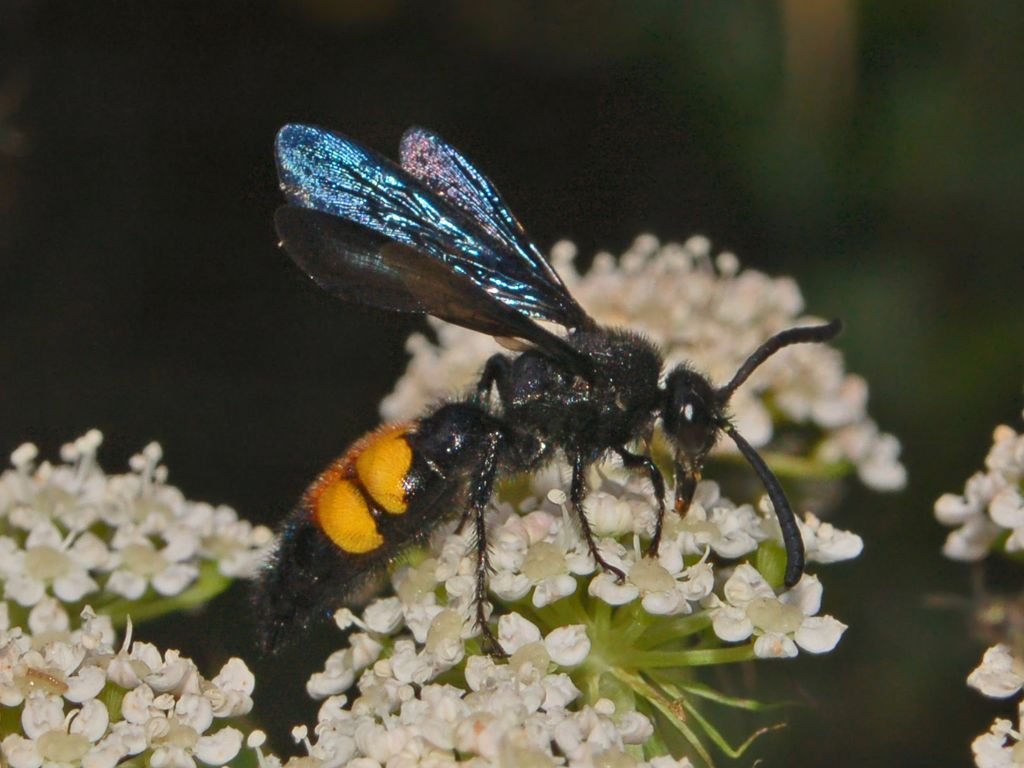
Scolia hirta hirta
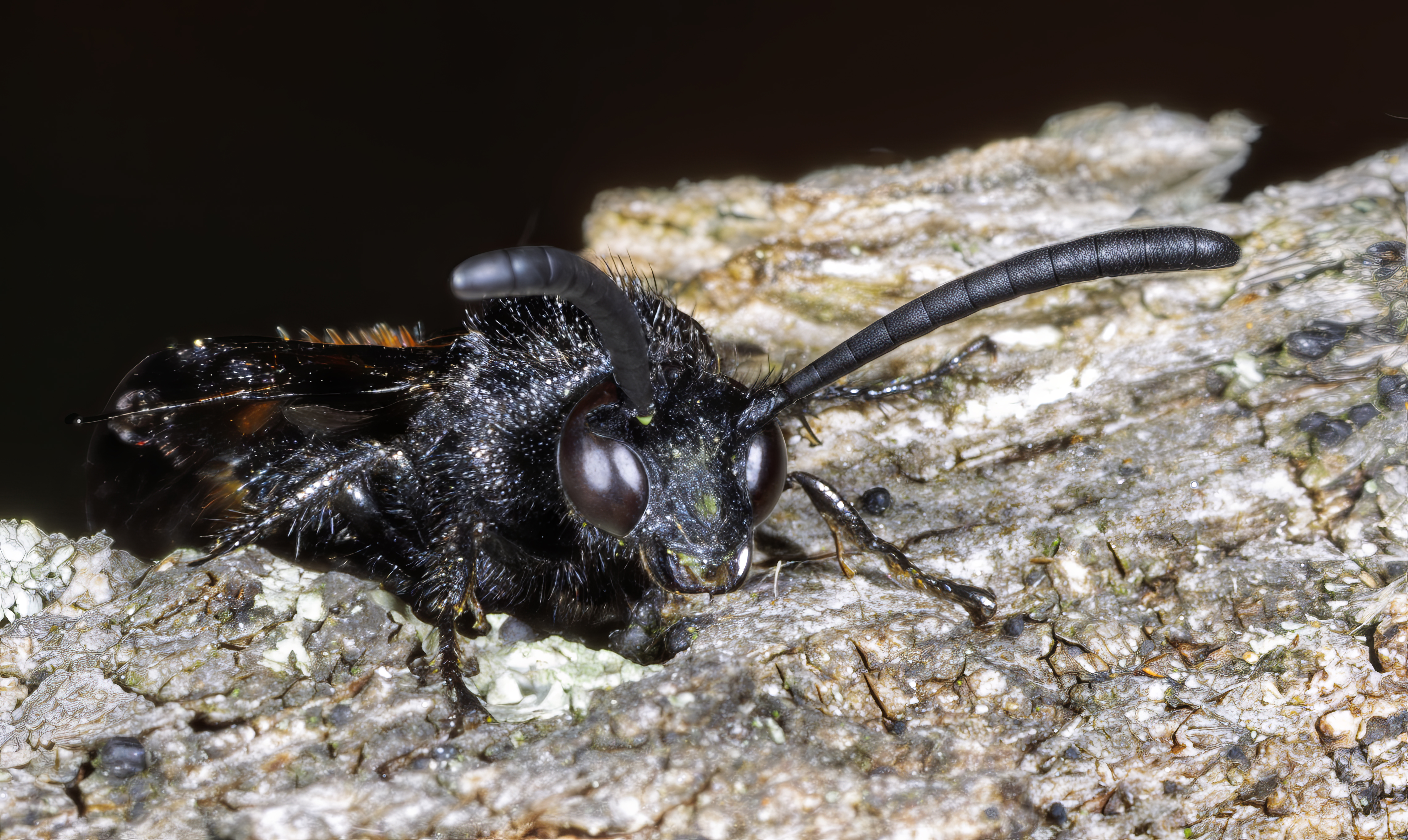
S. h. hirta
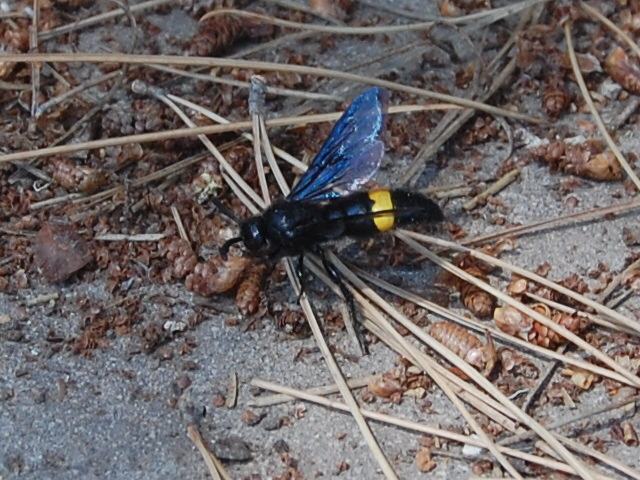
Scolia hirta unifasciata